# Ischia (sziget)
Ischia Olaszországhoz tartozó vulkáni eredetű sziget a Tirrén-tengerben, a Nápolyi-öböl északi részén. Legmagasabb csúcsa az Epomeo (788 m). A csaknem 50 km²-nyi területén 6 népes község (comune) osztozik, ezek közül is a legnagyobb maga Ischia a szigetet Procidától elválasztó Ischia-csatorna (olaszul Canale d’Ischia) partján. További települései: Barano d’Ischia, Casamicciola Terme, Forio, Lacco Ameno és Serrara Fontana. Közigazgatásilag Nápoly megyéhez tartozik. A sziget gazdasága a turizmuson alapul, ami a számos – vulkáni utóműködésnek köszönhető – termálvizű forrás miatt rendkívül fejlett.

## Nevének eredete
Vergilius Inarime, később Arime néven emlegeti, valószínűleg az Iliaszra utalva (Tüphónt Arimois sziklájához láncolták). A rómaiak Aenaria, a görögök pedig Pithékusszai néven emlegették (latinosan Pithecusae). Idősebb Plinius a görög elnevezést a szigeten található agyaggödrökkel társítja, melyek anyagából püthekoszokat (gabonatároló) készítettek. Római elnevezését Aineásszal hozza kapcsolatba. Mai megnevezésének első írásos emléke 813-ból származik: III. Leó pápa egy Nagy Károlyhoz írt levelében említést tesz egy "iscláról" (az insula egyik változata, jelentése sziget).

## Fekvése és geológiája

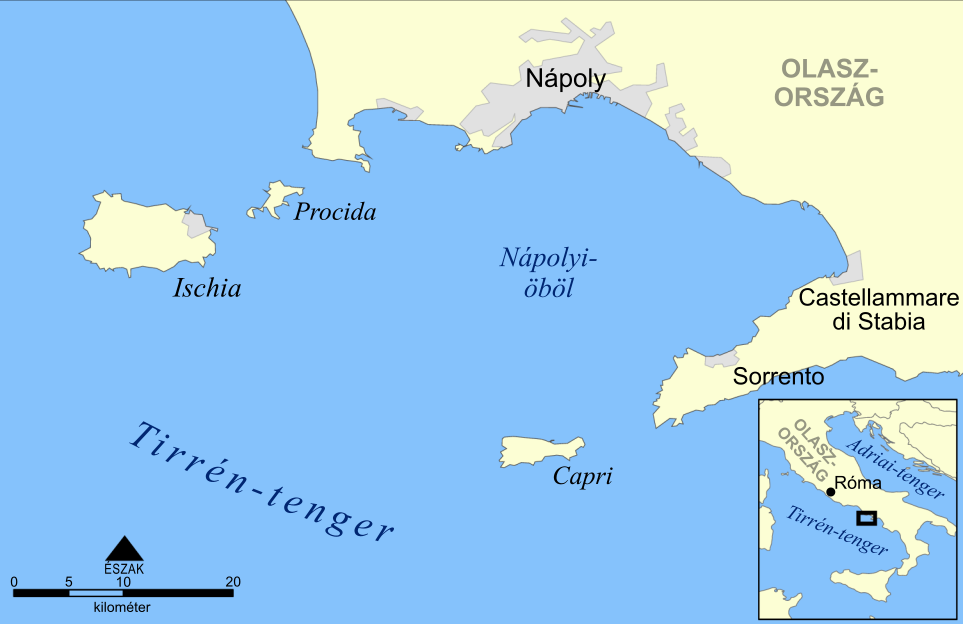
Ischia fekvése

A sziget megközelítőleg trapéz alakú, Nápolytól 30 km-re fekszik, kelet-nyugati irányban 10 km hosszú, észak-déli irányban 7 km széles. A sziget kialakulása mintegy 150 000 évvel ezelőtt kezdődött és a Campi Flegrei vulkanizmusához kapcsolódik. Legrégebbi részei a keleti oldalon találhatók. Az Epomeo, a sziget legmagasabb csúcsa kb. 55 000 esztendeje alakult ki. A sziget másik hegycsúcsa a Vico. A szigetet az olaszok Isola Verdének, azaz „zöld szigetnek” nevezik a gazdag növénytakarójának köszönhetően (mandulafenyő ligetek, szelídgesztenye-erdők, narancs- és citromkertek, szőlőültetvények). 1883-ban és 2017-ben a szigetet erős földrengés rázta meg.

## Éghajlata
Ischia éghajlata mediterrán: az évi átlaghőmérséklet 18 °C, a legalacsonyabb téli hőmérséklet 9° (januárban), a legmagasabb nyári hőmérséklet pedig 35° (augusztusban). A levegő átlagos nedvességtartalma 63%.

## Története

### Az ókorban
A Vico-csúcs környéke már a bronzkorban lakott volt, ezt az itt talált régészeti leletek bizonyítják. I. e. 8 században Khalkiszból ide érkezett görög telepesek várost alapítottak, ahonnan az etruszkokkal való kereskedelmet irányították. Virágkorában Pithekoussainak több mint 10 000 lakosa volt.
1953-ban a szigeten találták meg a Nesztór-serleget, ami i. e. 730-ból származik és az első, Iliaszra utaló írásos emlék. A néhány rá vésett sor küméi-ábécében íródott, mely a latin előfutára.
I. e. 474-ben szürakúszai I. Hérón a küméiek segítségére sietve az etruszkokkal folytatott háborúban, elfoglalta a Ischiát és a környező szigeteket. Ekkor épült fel a sziget első erődítménye, amely még a középkor során is fennállt. A rómaiak i. e. 322-ben foglalták el Ischiát és Neapolist. Augustus Capriért a nápolyiaknak cserébe adta Ischiát.

### A középkortól a 16. századig
A Nyugatrómai Birodalom bukása után a népvándorlás időszakában többször is elfoglalták, előbb a herulik, majd az osztrogótok. A 6. század elején a Bizánci Birodalom birtoka lett, majd 588-ban a Nápolyi Hercegség szerezte meg. A 9. században kétszer is (813 és 847) kirabolták a szaracénok. 1004-ben II. Henrik német-római császár foglalta el, 1130-ban pedig II. Roger, Szicília normann uralkodója. A 12. században a pisaiak szintén kétszer kifosztották a sziget településeit, majd a Staufok trónra kerülésével a Szicíliai Királyság része lett. 1282-ben, a szicíliai vecsernyét követően a sziget lakossága fellázadt és III. Aragóniai Pétert támogatta a nápolyi trónért való küzdelemben. Csak 1299-ben sikerült II. Anjou Károlynak elfoglalnia. A következő évszázadokban a sziget többször is gazdát cserélt, a nápolyi trónért való küzdelem kimenetelének függvényében.

### A 16-18. században
A 15. században a sziget lakossága többször is kalóztámadások áldozata lett. 1543-ban és 1544-ben Hajreddin Barbarossa, több mint 4000 lakost ejtett fogságba. 1548-ban és 1552-ben utódja, Turgut reisz fosztotta ki. A 17. század elején, a kalóztámadások ritkulásával alakult ki a mai Ischia. A kalózok utoljára 1796-ban törtek a szigetre. 1647-ben, az Első Nápolyi Köztársaság idején a sziget lakossága – sikertelenül – lázadt fel a helyi nemesurak ellen.

### A 18. századtól napjainkig
A szigetet birtokló spanyol De Ávalos (D’Avalos) család kihalásával 1729-ben Ischia a nápolyi király birtoka lett. 1734-től a király által kinevezett kormányzó irányította a sziget ügyeit. 1799-ben támogatta a tiszavirág-életű Parthenopéi Köztársaságot. A felkelést Nelson admirális csapatai verték le, a helyreállított Bourbon-hatalom számos lázadót halálra ítélt. A sziget 1861-ben, Két Szicília Királyságának részeként csatlakozott az újonnan megalapított Olasz Királysághoz.
Az 1883. július 28-i földrengés romba döntötte a sziget nyugati oldalán fekvő Casamicciola Terme és Lacco Ameno településeket.
Napjainkban Ischia Olaszország egyik legjelentősebb turistacélpontja: évente több mint 6 millióan látogatják meg.

## Közigazgatás

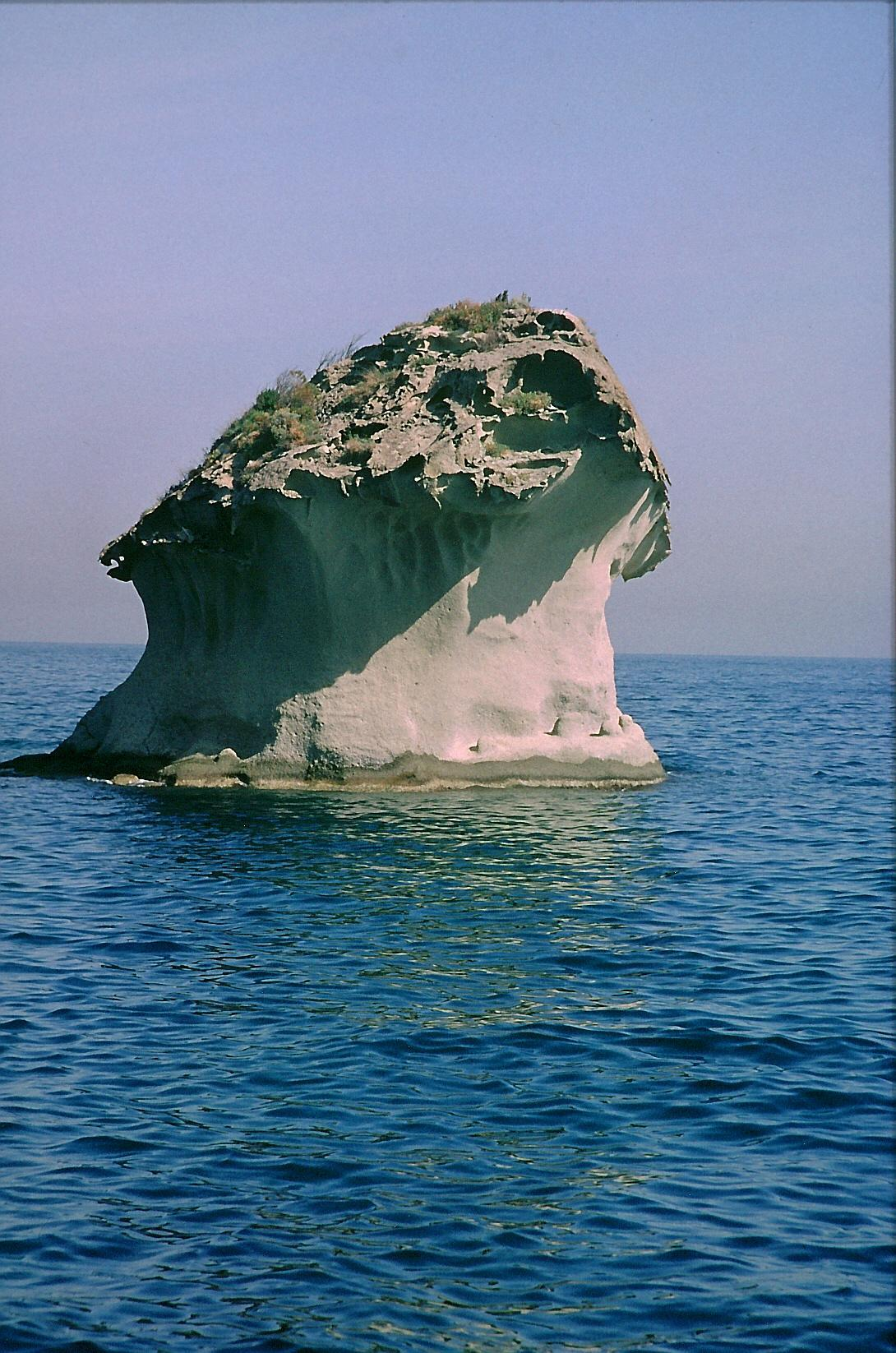
A Fungus-szikla Lacco Ameno mellett

Ischia területe közigazgatásilag Nápoly megyéhez tartozik. A sziget települései:
- Barano d’Ischia
- Casamicciola Terme
- Forio
- Ischia
- Lacco Ameno
- Serrara Fontana

## Gazdasága
Napjainkban a sziget gazdaságának fő mozgatórugója a turizmus. Fejlesztésére már az 1950-es évektől kezdve nagy figyelmet fordítottak, fő turisztikai vonzerejét a számos termálvizű forrás adja, melyek köré számos gyógyszálló épült.
A hagyományos gazdasági ágazatok itt a mezőgazdaság és a halászat, amelyek jelentősége azonban csekély a turizmuséhoz viszonyítva. A kiváló vulkanikus eredetű termőtalajon jó minőségű szőlő és olíva terem. A halászat visszaeséséhez hozzájárult az olasz állam azon intézkedése, melyben megszabta a Tirrén-tenger halászati kvótáit.

## Közlekedés
A sziget csak hajón közelíthető meg. Rendszeres járatok indulnak Ischiára Nápolyból és Pozzuoliból. A szigeten három kikötő található: Ischiában, Forióban és Casamicciola Termében. A szigeten fejlett a közúti hálózat.

## Galéria

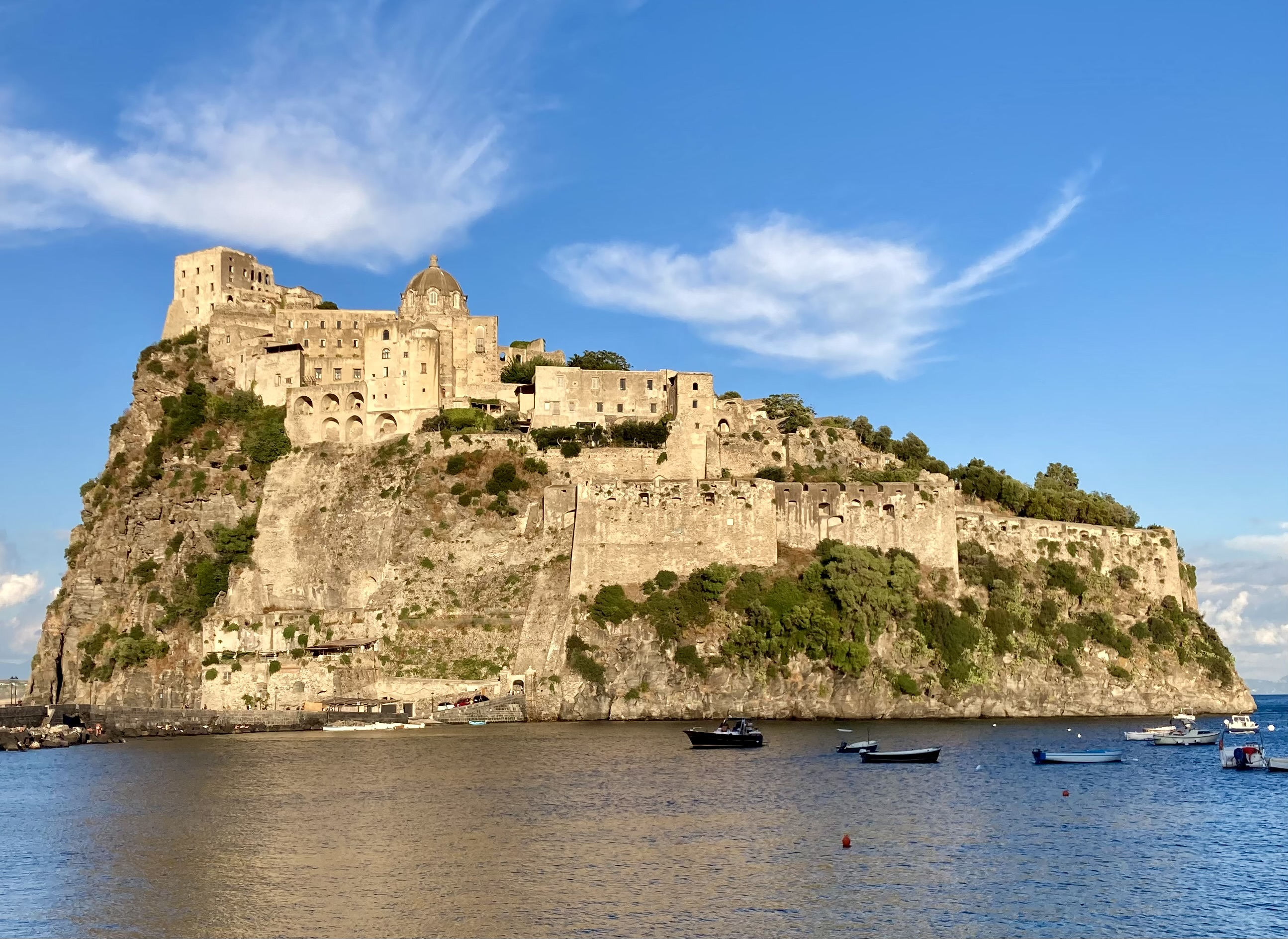
Aragón vár
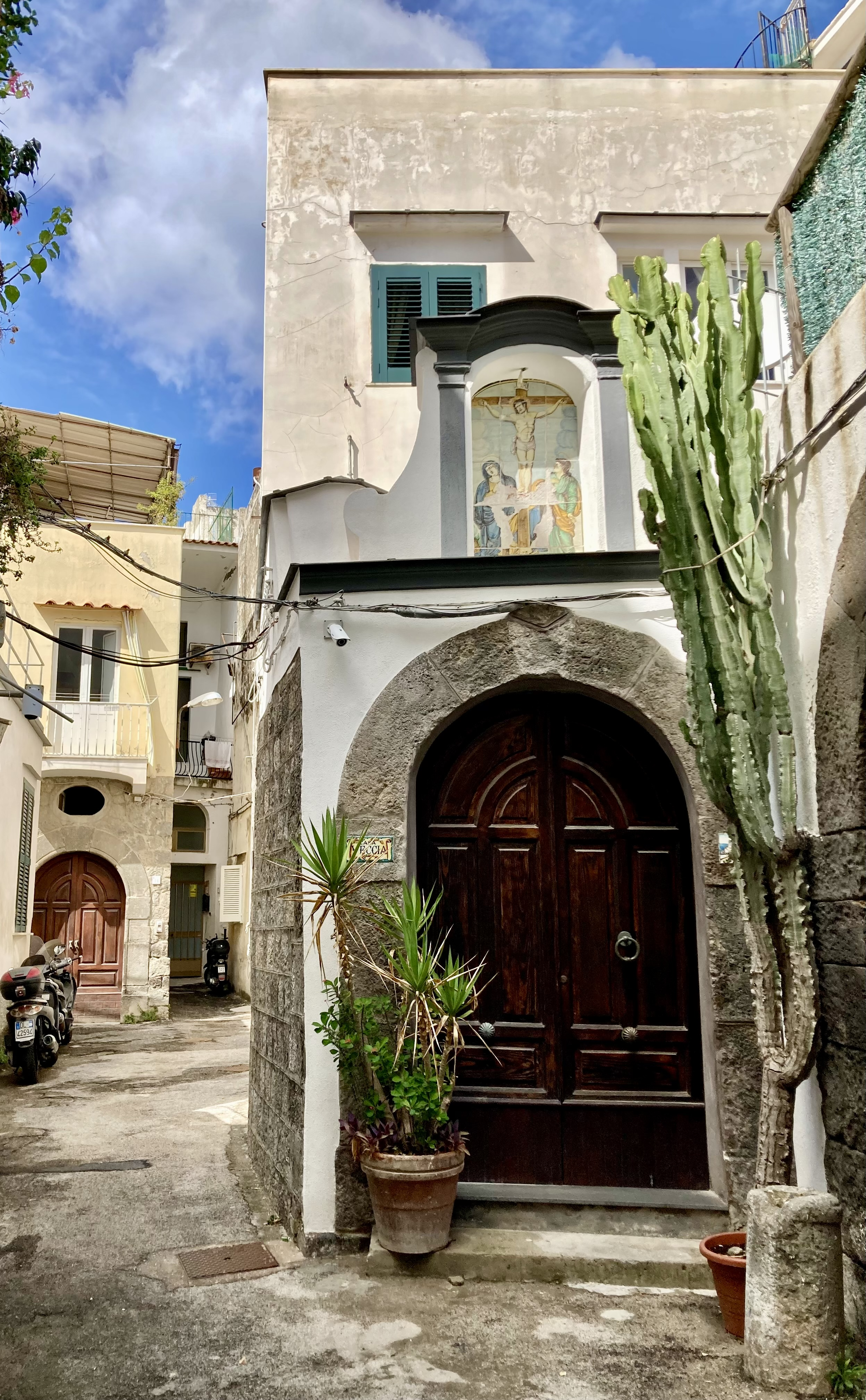
Utca Forióban
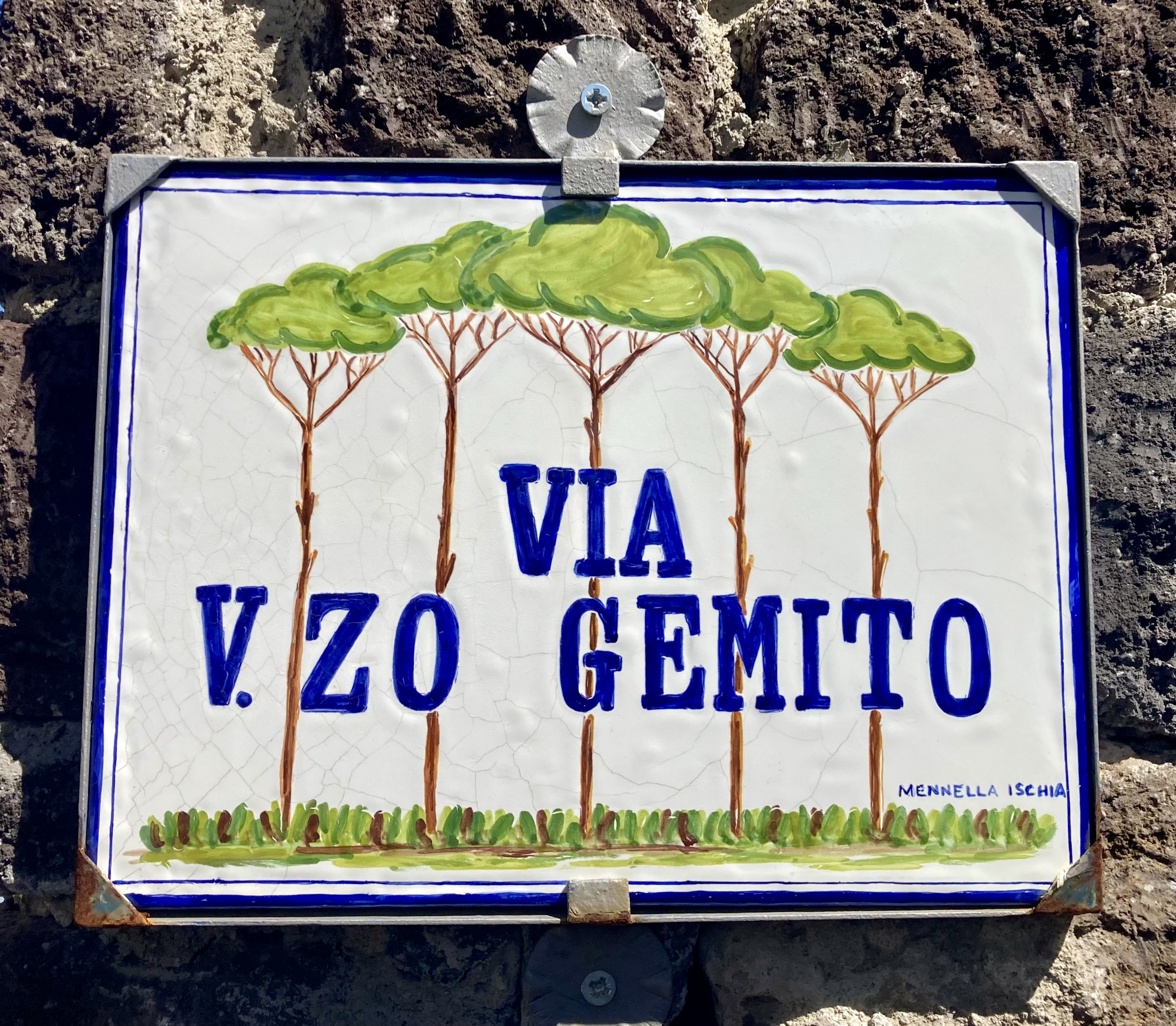
Utcatábla
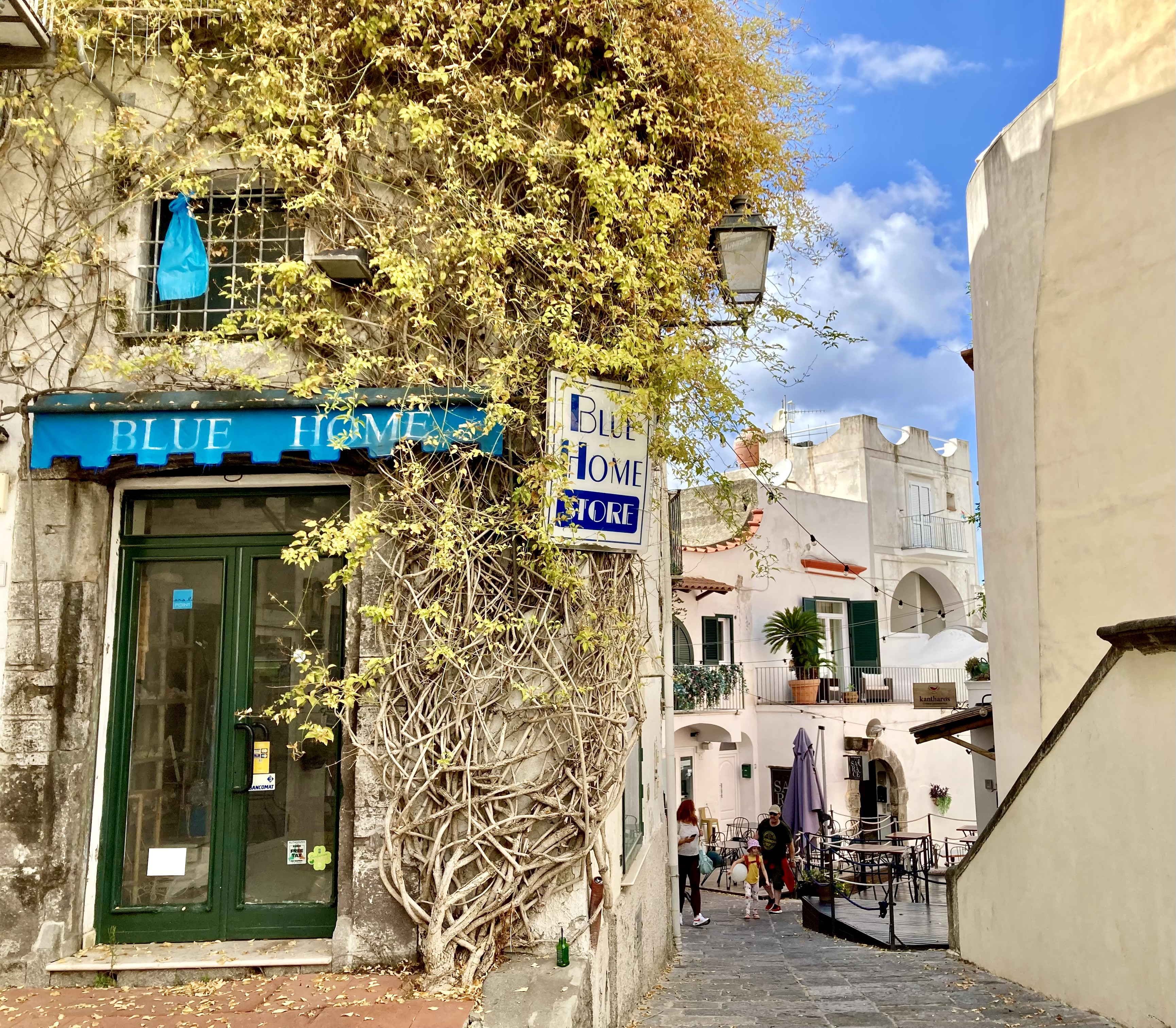
Utca Forióban
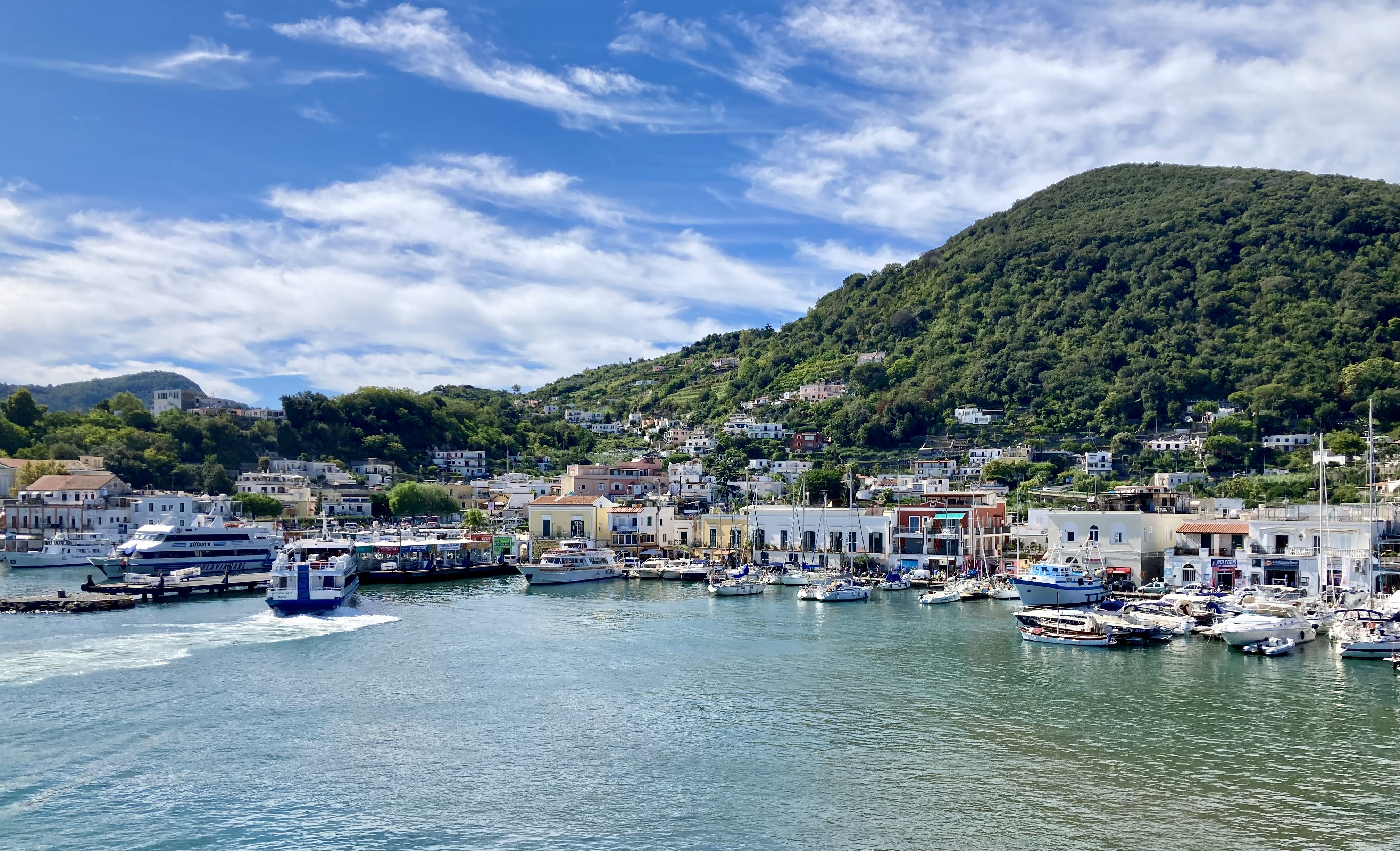
Ischia Porto
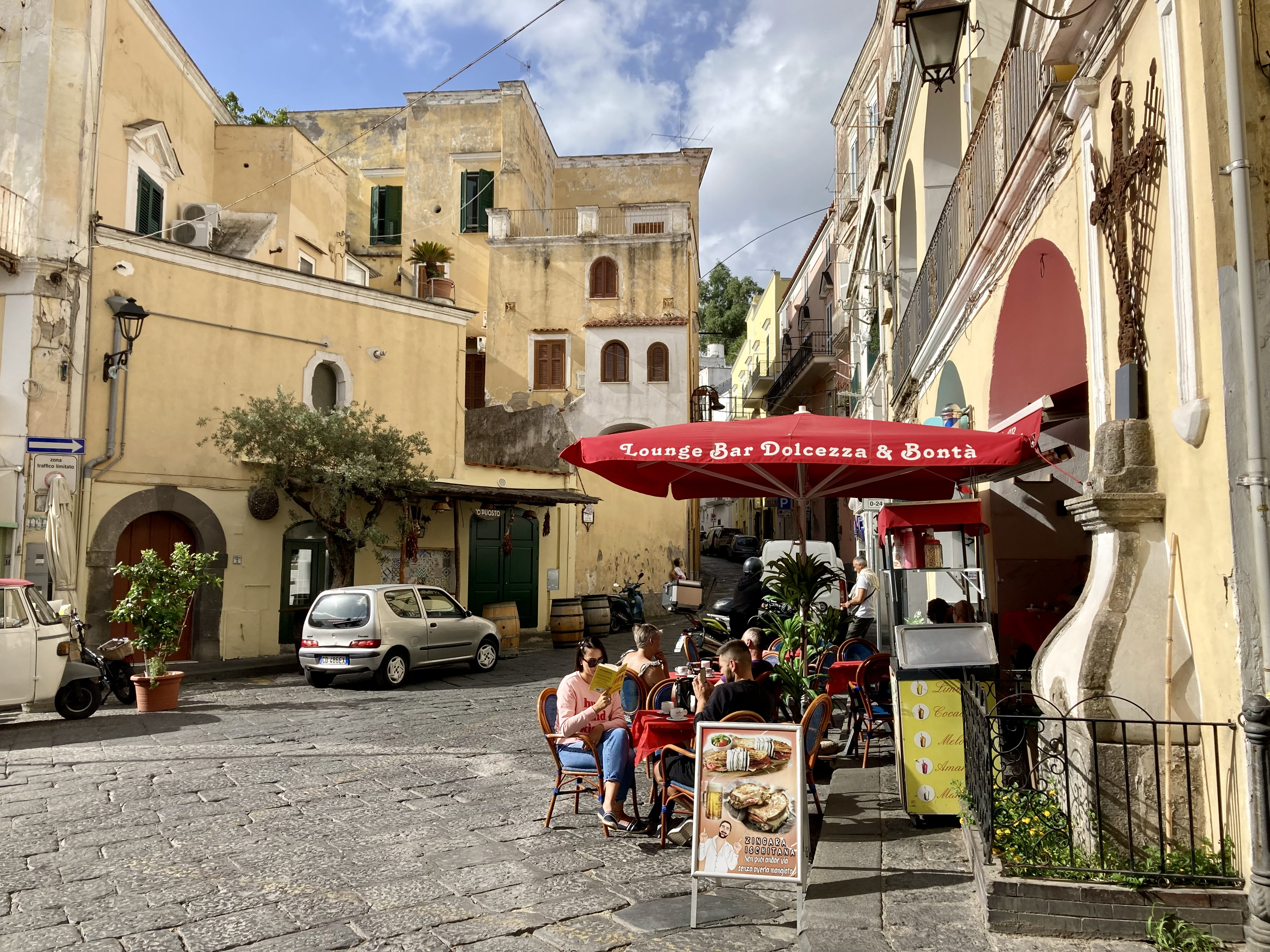
Utca Ischia Pontéban

## Ischia az irodalomban
A szigetről, szépségeiről és történetéről számos irodalmár megemlékezik műveiben:
| - Giovanni Boccaccio - Vittoria Colonna - George Berkeley - Donatien Alphonse de Sade - Jean Paul - Stendhal - Percy Bysshe Shelley - Felix Mendelssohn Bartholdy - Johannes Carsten Hauch - James Fenimore Cooper - Alphonse de Lamartine - Hans Christian Andersen - Charles-Augustin Sainte-Beuve - Edward Lear - Alfred de Musset - Hans Peter Holst - Henrik Ibsen - Hippolyte Taine - Vilhelm Bergsøe - Mark Twain | - Carlo Poerio - August Kopisch - Nicola Nisco - Luigi Settembrini - Ernest Renan - Giovanni Verga - Guy de Maupassant - Friedrich Nietzsche - Élysée Pélagaud - Benedetto Croce - Woldemar Kaden - Sybil Fitzgerald - Norman Douglas - Francesco Carbonara - Bruno Barilli - John Steinbeck - W. H. Auden - Truman Capote - Bernard Berenson - Francesco Cangiullo | - Ingeborg Bachmann - Stephen Spender - John Fante - Allen Ginsberg - Giovanni Comisso - Carlo Bernari - Elsa Morante - Pier Paolo Pasolini - Andrea Giovene - Eugenio Montale - Pablo Neruda - Ennio Flaiano - Robin Maugham - Maria Kuncewiczowa - Fabrizia Ramondino - Erri De Luca - Charles Wright Mills - Joszif Alekszandrovics Brodszkij - Pascal Quignard |

## Ischia a mozivásznon

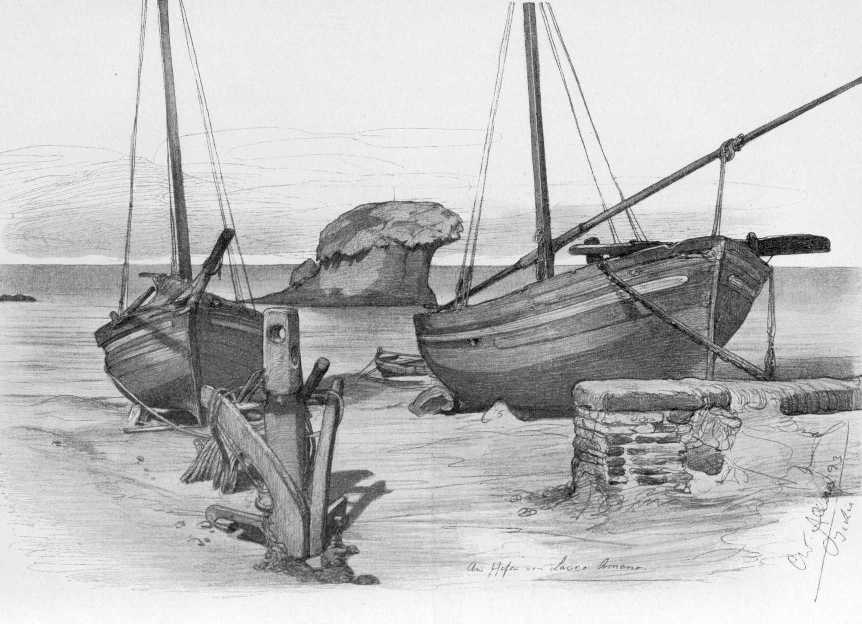
Christian Allers grafikája (1893)

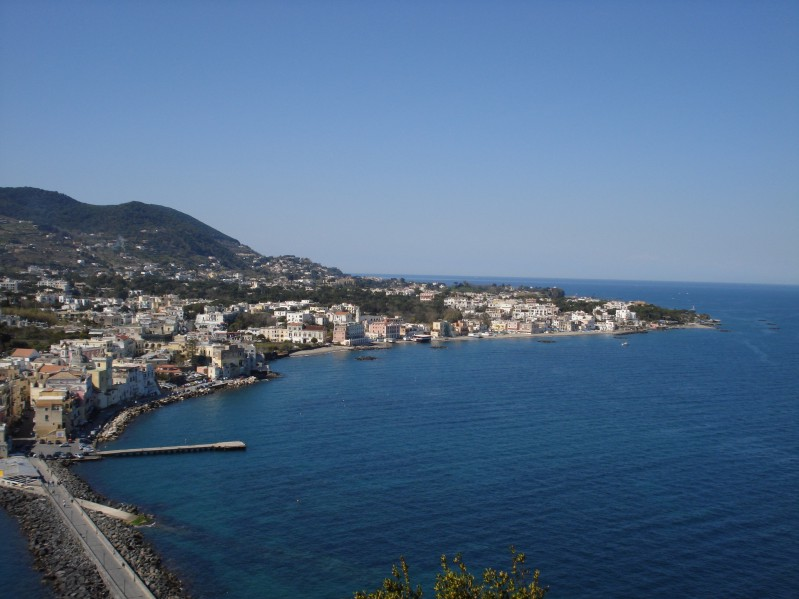
Ponte Porto, Ischia község

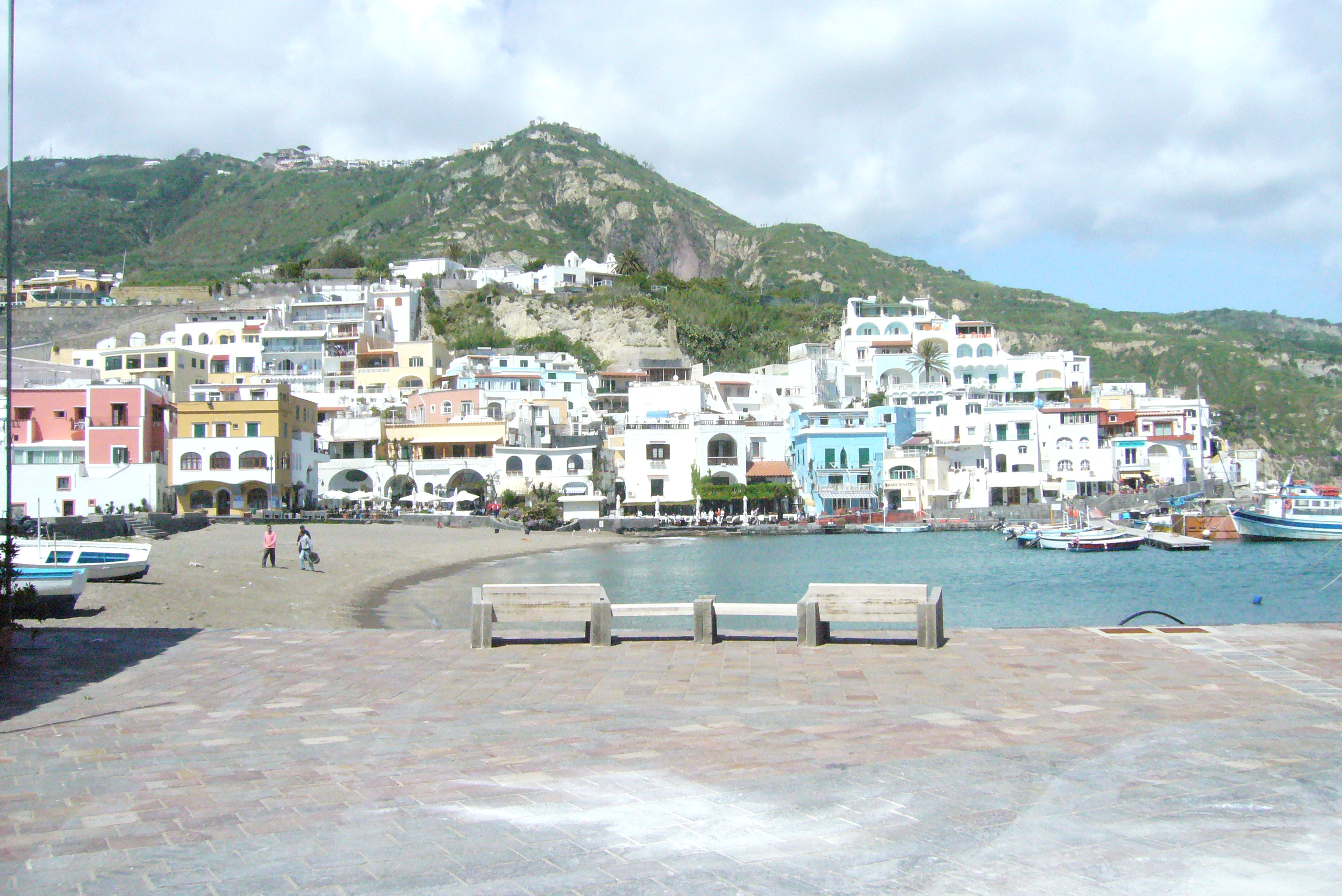
Sant'Angelo, Serrara Fontana község

- 1936 – Il Corsaro nero – Amleto Palermi,
- 1937 – Il Dottor Antonio – Enrico Guazzoni,
- 1949 – Campane a martello – Luigi Zampa,
- 1950 – Il Mulatto – Francesco De Robertis,
- 1950 – La Scogliera del peccato – Roberto Bianchi Montero,
- 1952 – The Crimson Pirate – Robert Siodmak,
- 1953 – Il Mostro dell'isola – Roberto Bianchi Montero,
- 1954 – Lacrime d'amore – Pino Mercanti,
- 1956 – Suor Letizia – Il più grande amore – Mario Camerini,
- 1957 – Vacanze a Ischia – Mario Camerini,
- 1958 – Sissi a Ischia – Alfred Weidenmann,
- 1959 – Plein soleil – René Clément,
- 1960 – Appuntamento a Ischia – Mario Mattòli,
- 1960 – Morgan il pirata – Primo Zeglio,
- 1962 – Diciottenni al sole – Camillo Mastrocinque,
- 1963 – Cleopatra  Joseph L. Mankiewicz,
- 1966 – Caccia alla volpe – Vittorio De Sica,
- 1966 – Ischia operazione amore – Vittorio Sala,
- 1972 – Avanti! – Billy Wilder,
- 1976 – La Professoressa di scienze naturali – Michele Massimo Tarantini,
- 1977 – La Vergine, il Toro e il Capricorno – Luciano Martino,
- 1998 – Il Commissario Raimondi – Paolo Costella,
- 1999 – Cient'anne – Ninì Grassia,
- 1999 – The Talented Mr. Ripley – Anthony Minghella,
- 2001 – Se lo sai sono guai – Michele M. Tarantin,
- 2003 – Il Paradiso all’improvviso – Leonardo Pieraccioni,
- 2010 – I delitti del cuoco – Alessandro Capone

## Külső hivatkozások
- Ischia Online (olaszul)
- Ischia.it (olaszul)
- Ischia geológiája (angolul)
- Meteorológiai állomás (olaszul)
- Teleischia (olaszul)

1. ↑  https://demo.istat.it/?l=it